# 41-й отдельный лыжный батальон
41-й отдельный лыжный батальон — воинская часть вооружённых сил СССР в Великой Отечественной войне.

## История
Батальон формировался с ноября 1941 года в Челябинске.
В действующей армии с 25 декабря 1941 по 21 мая 1942 года.
В декабре 1942 года направлен на Волховский фронт. Принимал участие в Любанской операции. Будучи приданным 382-й стрелковой дивизии, которая вела бои под Спасской Полистью, направлен во второй декаде февраля 1942 года в тыл противника, с целью захвата деревни Ольховка. В ходе операции был окружён и полностью уничтожен. Уцелел лишь один взвод, который впоследствии использовался для организации эстафетной связи внутри 59-й армии.
21 мая 1942 года официально расформирован.

## Подчинение
| Дата            | Фронт (округ)                                              | Армия             | Корпус | Примечания |
| --------------- | ---------------------------------------------------------- | ----------------- | ------ | ---------- |
| 01.01.1942 года | Волховский фронт                                           | 2-я ударная армия | -      | -          |
| 01.02.1942 года | Волховский фронт                                           | 2-я ударная армия | -      | -          |
| 01.03.1942 года | Волховский фронт                                           | 59-я армия        | -      | -          |
| 01.04.1942 года | Волховский фронт                                           | 59-я армия        | -      | -          |
| 01.05.1942 года | Ленинградский фронт (Группа войск Волховского направления) | 59-я армия        | -      | -          |

## Командиры
- капитан Георгий Куликов